# Dillo con lo zibellino
Dillo con lo zibellino (Say It with Sables) è un film muto del 1928 diretto da Frank Capra.

## Trama
, viene abbandonata dal suo amante,
Il banchiere John Caswell, che - dopo la morte della moglie - ha deciso di dedicarsi alla crescita del figlio Doug, rompe con Irene Gordon, un'affascinante avventuriera che, costretta dalla polizia, deve lasciare la città. Lui, allora, sposa Helen, una signora dell'alta società.
Sono passati alcuni anni. Doug - ora studente universitario - annuncia al padre di volersi sposare e gli porta a casa la fidanzata. Con orrore, John scopre che la donna non è altri che Irene, la sua vecchia amante, che ha voluto vendicarsi del suo abbandono facendo perdere la testa al figlio, tanto da indurlo a chiederla in moglie. John, allora, confessa a Doug della sua relazione con Irene: il giovane, furioso, decide di andare dalla fidanzata con intenzioni nebulose. John, preoccupato, lo segue e, quando arriva a casa della donna, la trova morta, uccisa da un colpo di pistola. Pensando che l'omicida possa essere il figlio, John interviene sulla scena di quello che immagina esser un delitto, per far credere che si sia trattato di suicidio.
Mitchell, il poliziotto incaricato delle indagini, dopo aver trovato un orecchino stretto nel pugno chiuso della morta, si mette a indagare su una pelliccia di zibellino comperata da Irene alcuni giorni prima della sua morte, giungendo fino a Doug. Il giovane si accusa del delitto, contraddetto dal padre che dice di essere lui il colpevole. Tra i due, si ingaggia una sorta di gara per autoaccusarsi, non convincendo però Mitchell. Helen, la moglie di Caswell, suggerisce che Irene possa essere stata uccisa incidentalmente da una donna che si era recata in casa della morta per recuperare alcune lettere d'amore incriminanti. Mitchell dichiara molto improbabile la versione di Helen, perché, secondo le sue conclusioni, Irene si è suicidata e il caso è chiuso. Ma, dopo aver lasciato l'orecchino scompagnato trovato sulla scena del delitto accanto a uno di Helen, fa capire come si siano svolti effettivamente i fatti.

## Produzione
Il film fu prodotto dalla Columbia Pictures Corporation.

## Distribuzione
Il copyright del film, richiesto dalla Columbia Pictures Corp., fu registrato il 1º settembre 1928 con il numero LP25600.
Distribuito dalla Columbia Pictures, il film uscì nelle sale statunitensi il 13 luglio 1928. Nel Regno Unito, ribattezzato The Reckoning, fu distribuito il 16 gennaio 1930.
Non si conoscono copie ancora esistenti della pellicola che viene considerata presumibilmente perduta e di cui esiste solamente un trailer.